# Janovice (Kravaře)
Janovice je vesnice, část obce Kravaře v okrese Česká Lípa. Nachází se asi 1,5 kilometru severně od Kravař. Prochází zde silnice II/263. Janovice leží v katastrálním území Janovice u Kravař o rozloze 3,86 km². V katastrálním území Janovice u Kravař leží i Veliká.

## Obyvatelstvo
Při sčítání lidu v roce 1921 zde žilo 217 obyvatel (z toho 102 mužů), z nichž byli tři Čechoslováci a 214 Němců. Kromě dvou evangelíků byli římskými katolíky. Podle sčítání lidu z roku 1930 měla vesnice 243 obyvatel: pět Čechoslováků a 238 Němců. Až na jednoho evangelíka se hlásili k římskokatolické církvi.

## Pamětihodnosti
- Množství roubených domů. Vesnice je vyhlášená jako vesnická památková rezervace lidové architektury.[6]

## Další fotografie

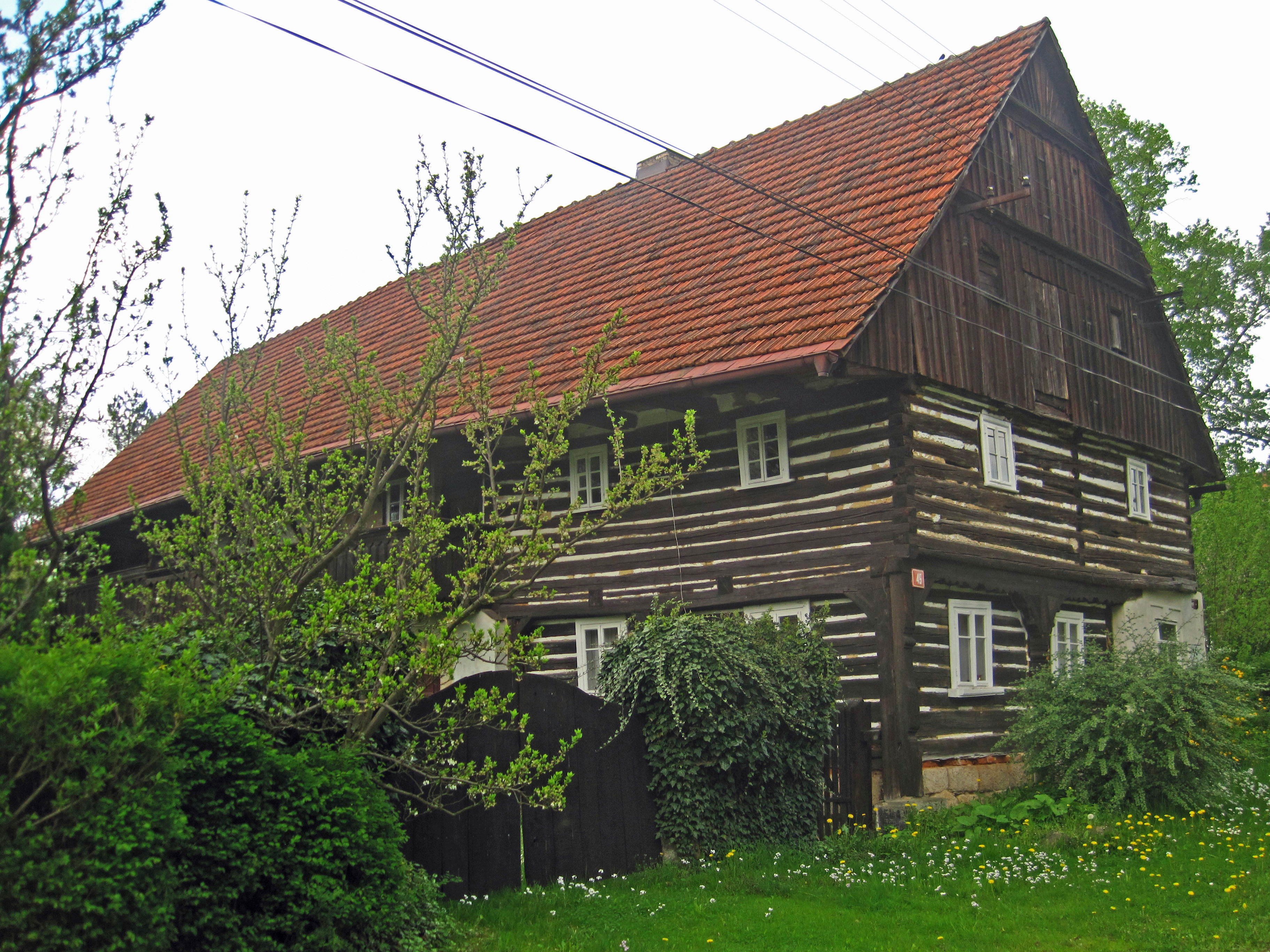
Památkově chráněná usedlost čp. 45
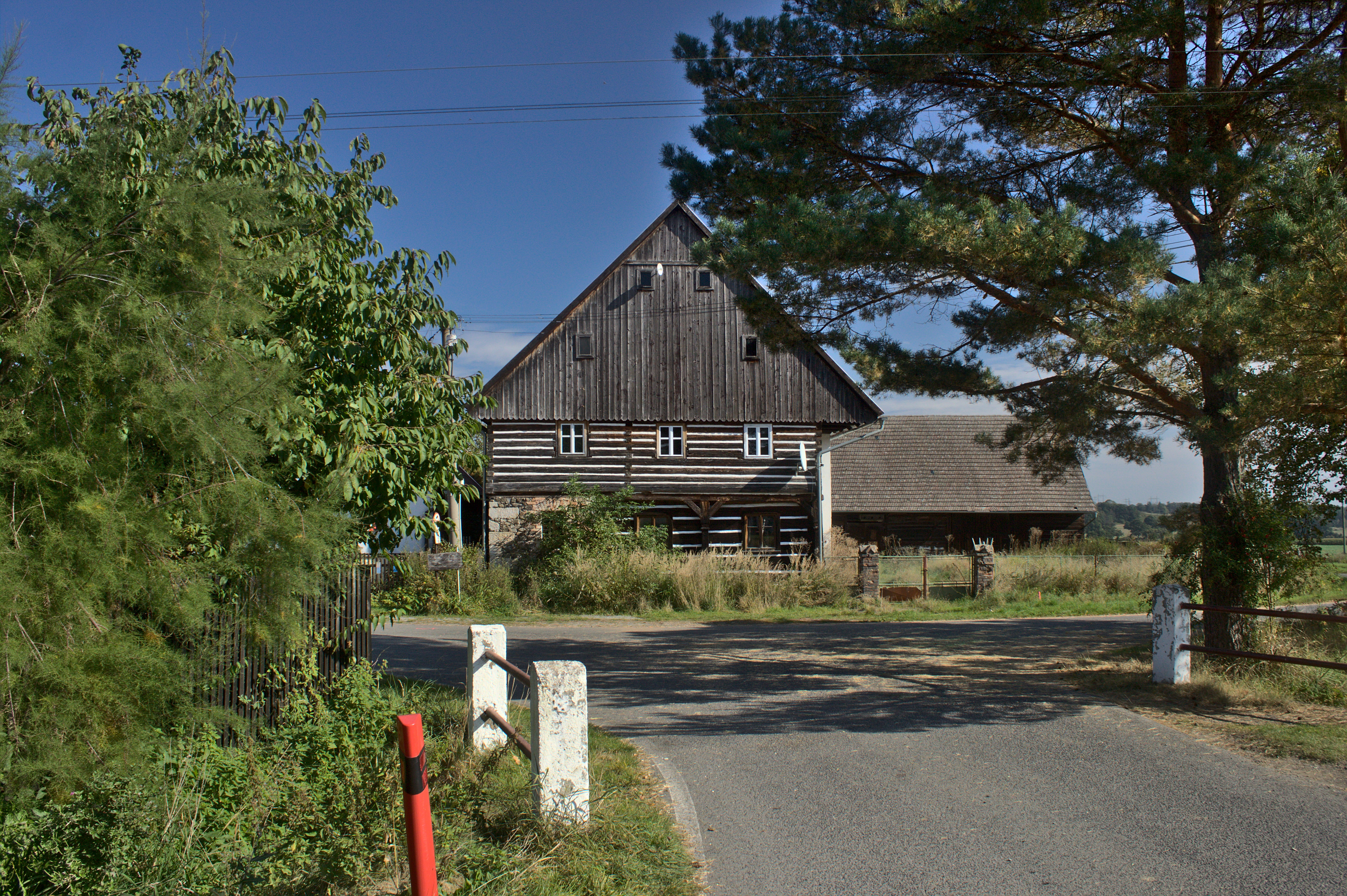
Dům čp. 32
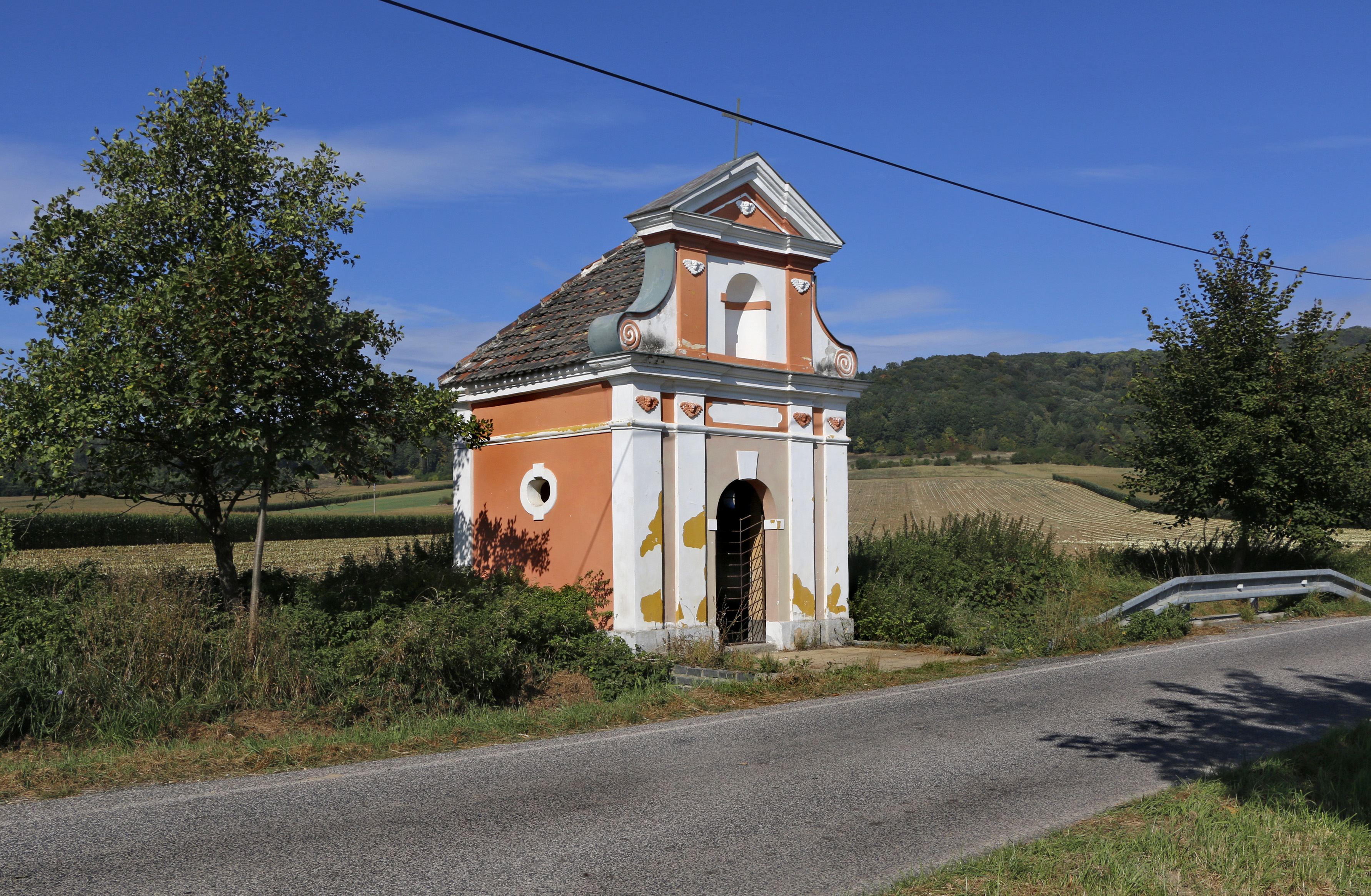
Kaple Panny Marie za vsí
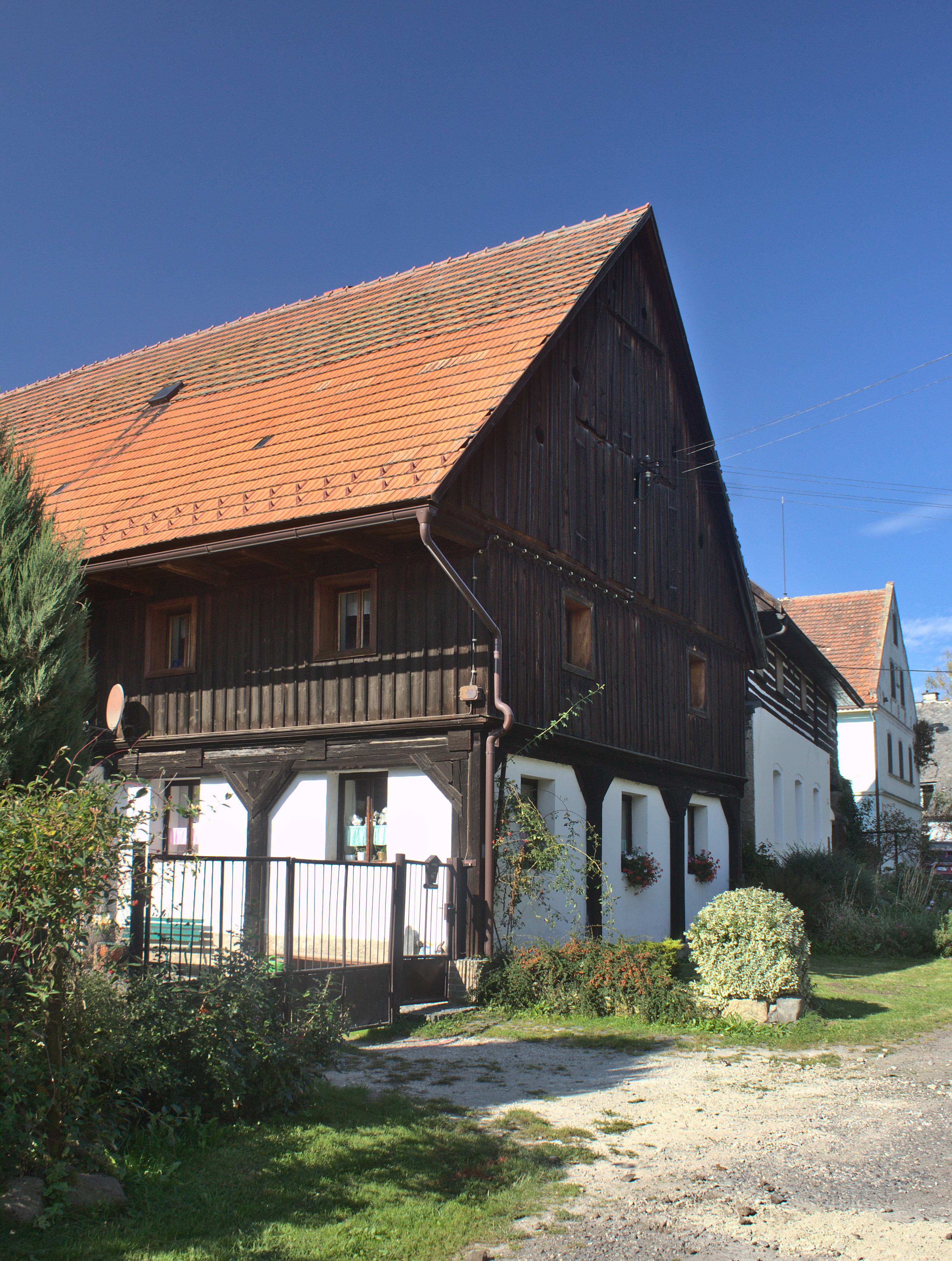
Dům čp. 38